# S-64天空吊車直升機
S-64天空吊車（英語：Skycrane），是美國塞考斯基飛機公司研製的雙引擎重型運輸直升機。它是美國陸軍CH-54的民用版本。目前由埃里克森公司生產。

## 發展

### 塞考斯基飛機公司
S-64是S-60的放大版本。S-64 原型機於1962年5月9日首飛，隨後又有兩個樣機供德國武裝部隊評估。但德國人沒有下訂單，而美國陸軍最初訂購了六架CH-54。西科斯基為民用市場製造了七種S-64E變體。

### 埃里克森公司

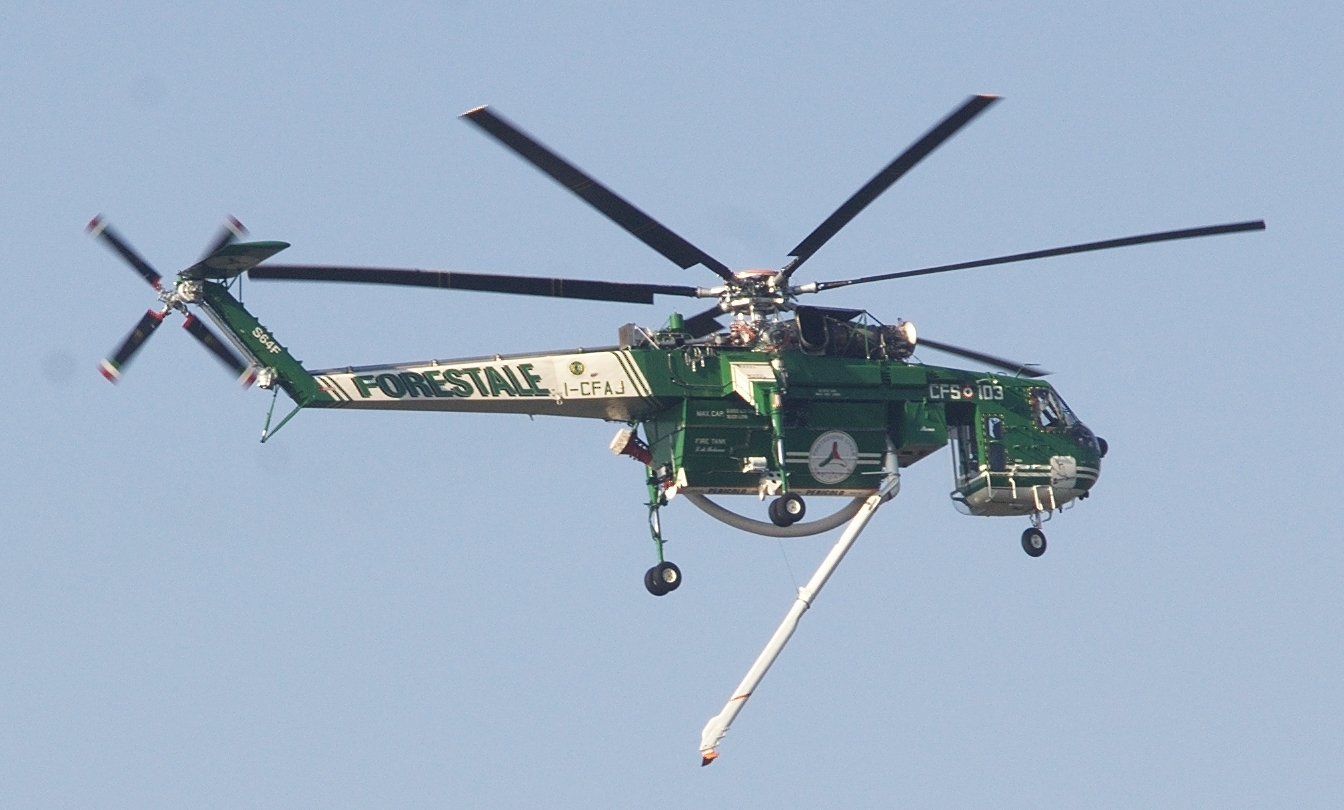
義大利的滅火版本

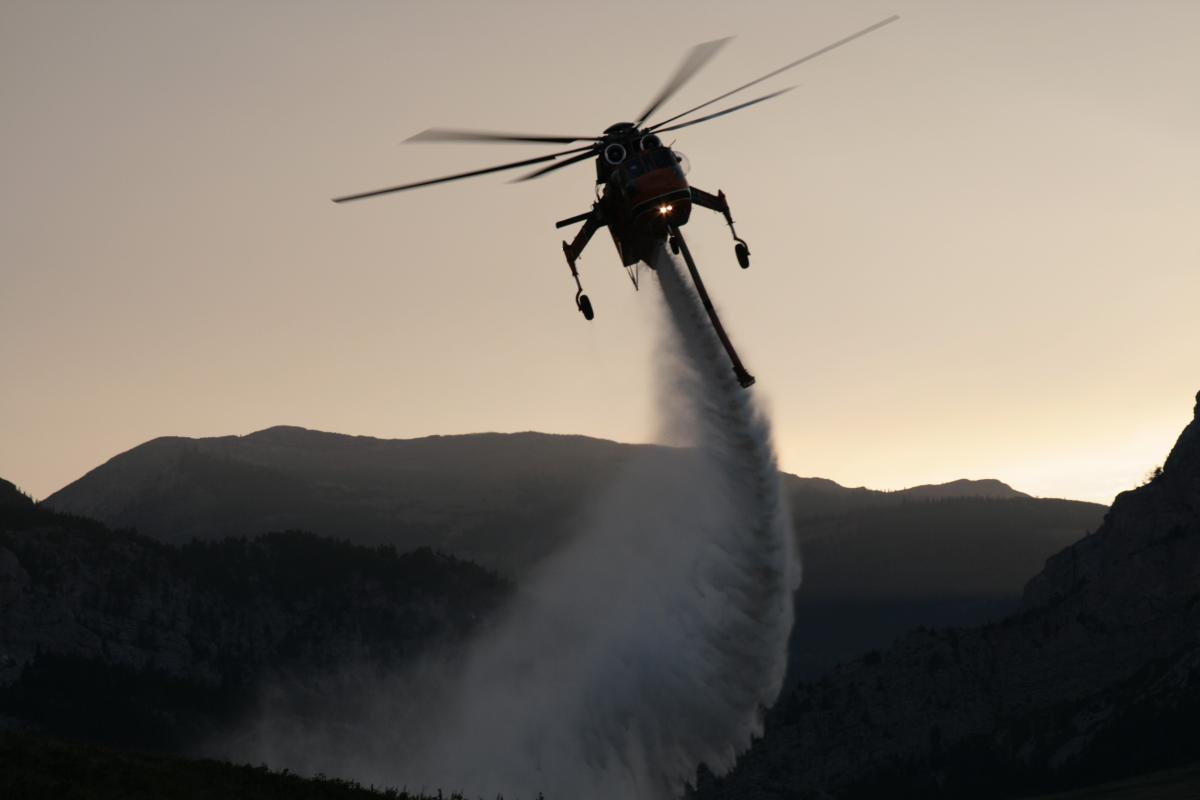
滅火中的S-64

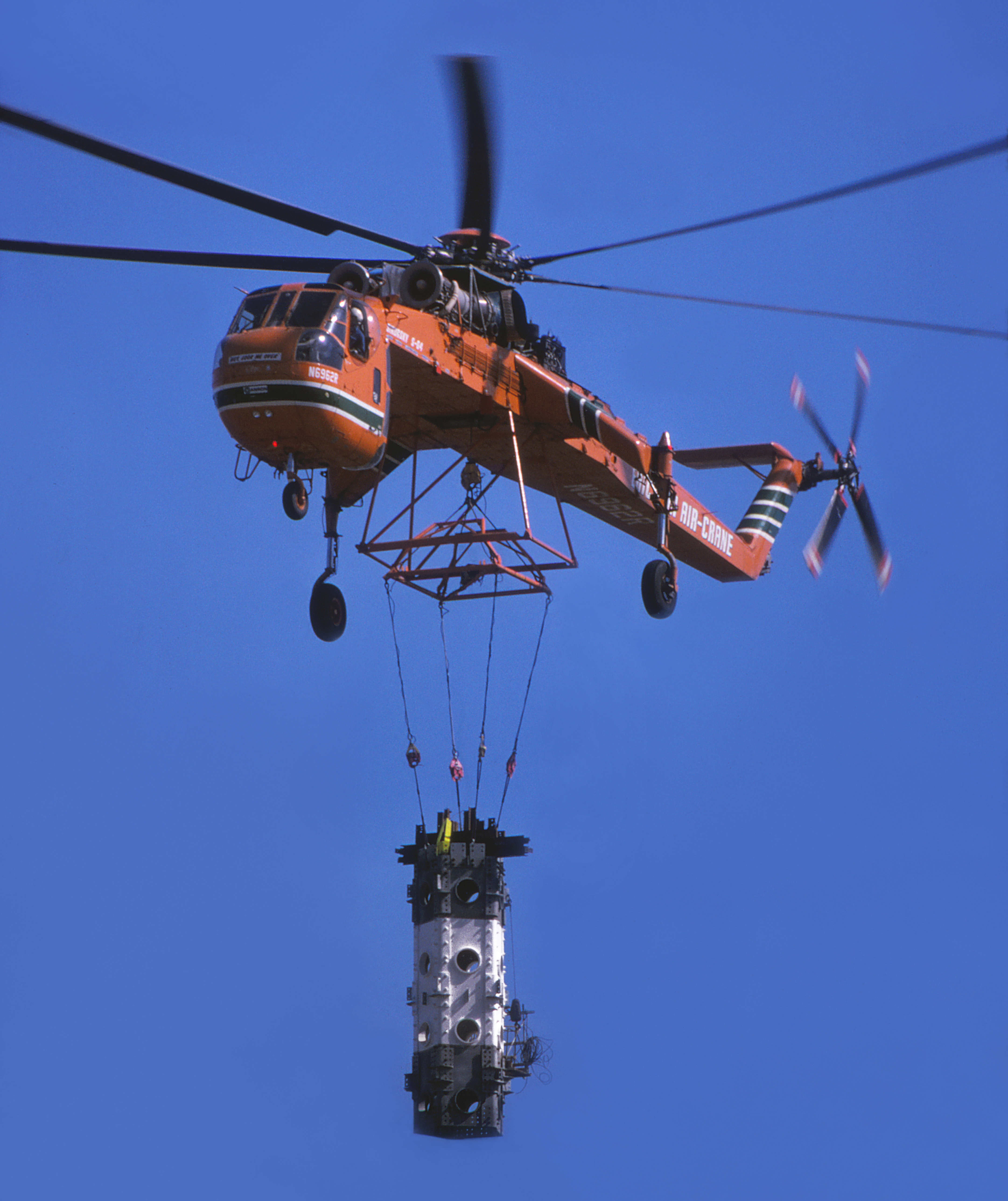
吊掛電信塔的S-64

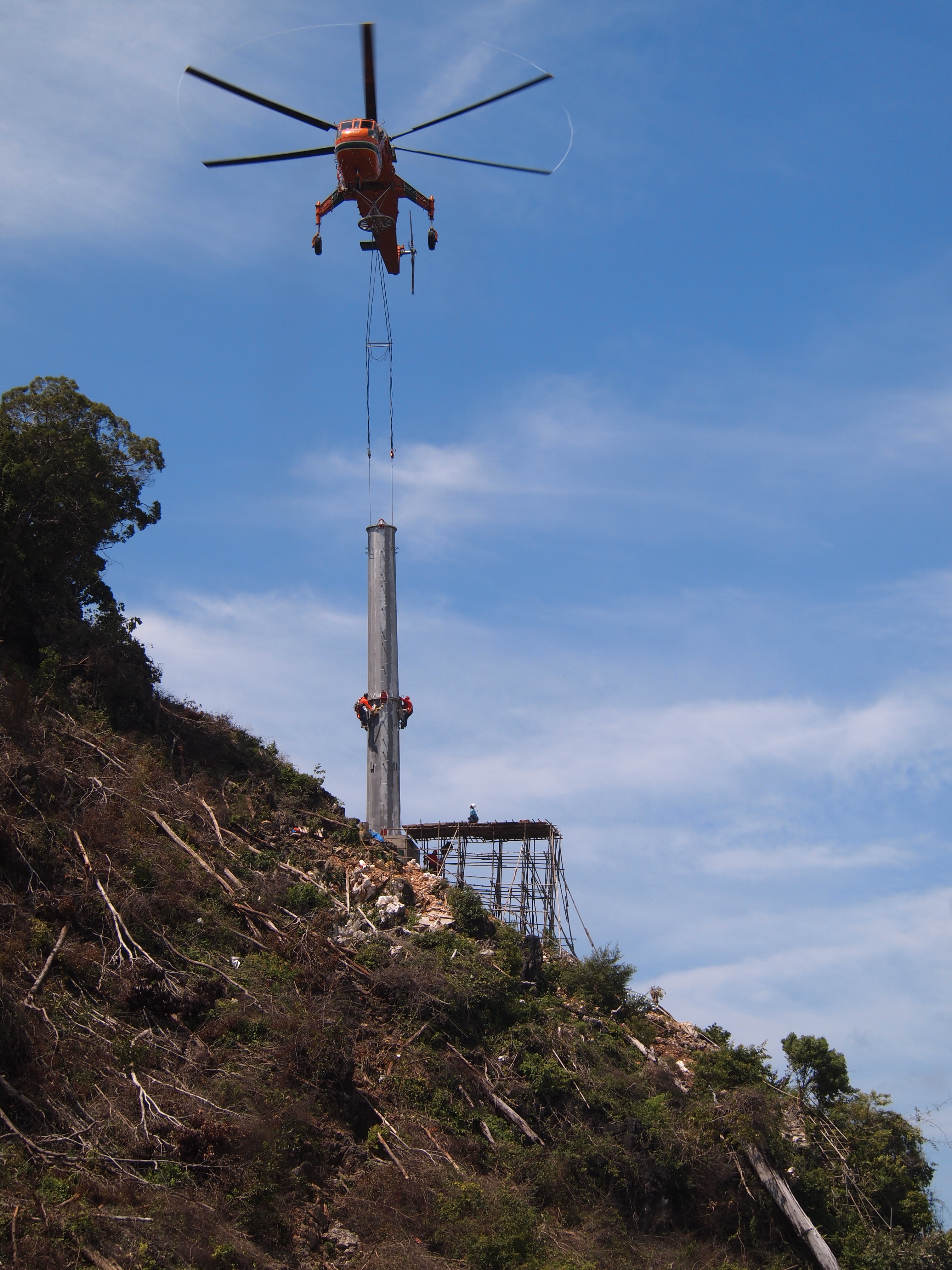
在馬來西亞吊掛單極的S-64

1992年埃里克森跟塞考斯基飛機公司購買了型號證書和製造權。自此，埃里克森成為S-64的製造商和全球最大的運營商，並已更改及優化至少1,350處S-64的設計。空中吊車可以配備一個2,650美制加侖（10,000公升）的固定式阻燃罐，以協助控制大火。這架直升機能夠在45秒內在深入水中18英寸（46）的深度中重新裝滿整個水箱。
同時，S-64飛機出售給意大利和韓國森林服務部門，用於滅火和緊急救援任務。埃里克森的設備也出租給世界範圍內組織、公司和聯邦政府機構，用於短期或長期滅火、搬運建築和木材。埃里克森正在以退役的CH-54改裝成S-64。
埃里克森為每架S-64取名，最著名的是貓王(英語：Elvis)，在澳大利亞與無敵浩克(英語：The Incredible Hulk)和伊莎貝爾(英語：Isabelle)一起滅火。

## 型號

### 塞考斯基飛機公司
- S-64：建造3架。1架改裝為S-64E。
- S-64A：美國陸軍用來測試和評估的6架原型機。
- S-64B：民用版，7架。

### 埃里克森公司
- S-64E：升級的CH-54A，共17架。
- S-64F：升級的CH-54B直升機，共13架。
- S-64F+：提議中的升級版本，裝備有新的引擎、航空電子設備和選擇性領航。

## 外部連結
（页面存档备份，存于）
 （页面存档备份，存于）
 （页面存档备份，存于）